# Catopta danieli
Catopta danieli is een vlinder uit de familie van de houtboorders (Cossidae). De wetenschappelijke naam van de soort werd als Sinicossus danieli voor het eerst geldig gepubliceerd in 1958 door Clench.